# فرودگاه شهری ویکنبورگ
فرودگاه شهری ویکنبورگ   (به انگلیسی: Wickenburg Municipal Airport)  یک فرودگاه همگانی باربری  است که یک باند فرود آسفالت دارد و طول باند آن ۱۸۵۹ متر است. این فرودگاه در  کشور ایالات متحده آمریکا قرار دارد و در ارتفاع ۷۲۵ متری از سطح دریا واقع شده است.